# Torre Alháquime
Torre Alháquime è un comune spagnolo di 905 abitanti situato nella comunità autonoma dell'Andalusia.